# Lavandula canariensis

Flores de Lavandula canariensis ssp. canariae en la isla de Gran Canaria.

Lavandula canariensis  o mato risco, lavanda, romanillo o yerba risco es una especie de planta con flores en la familia Lamiaceae, nativa de las islas Canarias.

## Descripción
Fue descrita por primera vez por Philip Miller en 1768.
El material tipo que analizó Miller es el de la población de Tenerife, y por lo tanto, se trata como la subespecie típica. Es la variante más común y extendida que se cultiva en Europa.
Se distingue más fácilmente por el indumento de pelos largos y ramificados, que en ocasiones son más cortos y casi estrellados.
En algunos especímenes, el indumento es particularmente denso, dando a las plantas un aspecto gris-verdoso.
El indumento glandular de los pelos de tallos cortos generalmente no es tan evidente en comparación con otras subespecies.
Las hojas son típicamente bipinnatisectas con lóbulos estrechamente espaciados.
Varían en tamaño de 1.5 a 6 cm de largo, en relación con las condiciones climáticas predominantes y la aridez del hábitat. Florece de diciembre a abril (-junio) en la naturaleza.

## Hábitat
Laderas rocosas secas, acantilados y en áreas de cultivo abandonado desde el nivel del mar hasta 600 (-900) m., en la zona de matorral xerofítico. En su rango altitudinal superior alcanza la zona de transición que crece en los bordes del bosque abierto de Pinus canariensis.

## Distribución
Islas Canarias, Tenerife. Se encuentra en la península de Anaga en el norte y es frecuente a lo largo de la costa norte hasta  el Valle de La Orotava e Icod. En la parte sur de la isla es más esporádico.

## Taxonomía
Lavandula canariensis Mill., endémica  de  las islas Canarias, tiene las siguientes subespecies.
- subsp. palmensis – de La Palma.
- subsp. hierrensis – del El Hierro.
- subsp. canariensis – de Tenerife.
- subsp. canariae – de Gran Canaria.
- subsp. fuerteventurae – de Fuerteventura.
- subsp. gomerensis – de La Gomera.
- subsp. lancerottensis – de Lanzarote.